# Albert Tournaire
Pour les articles homonymes, voir Tournaire.

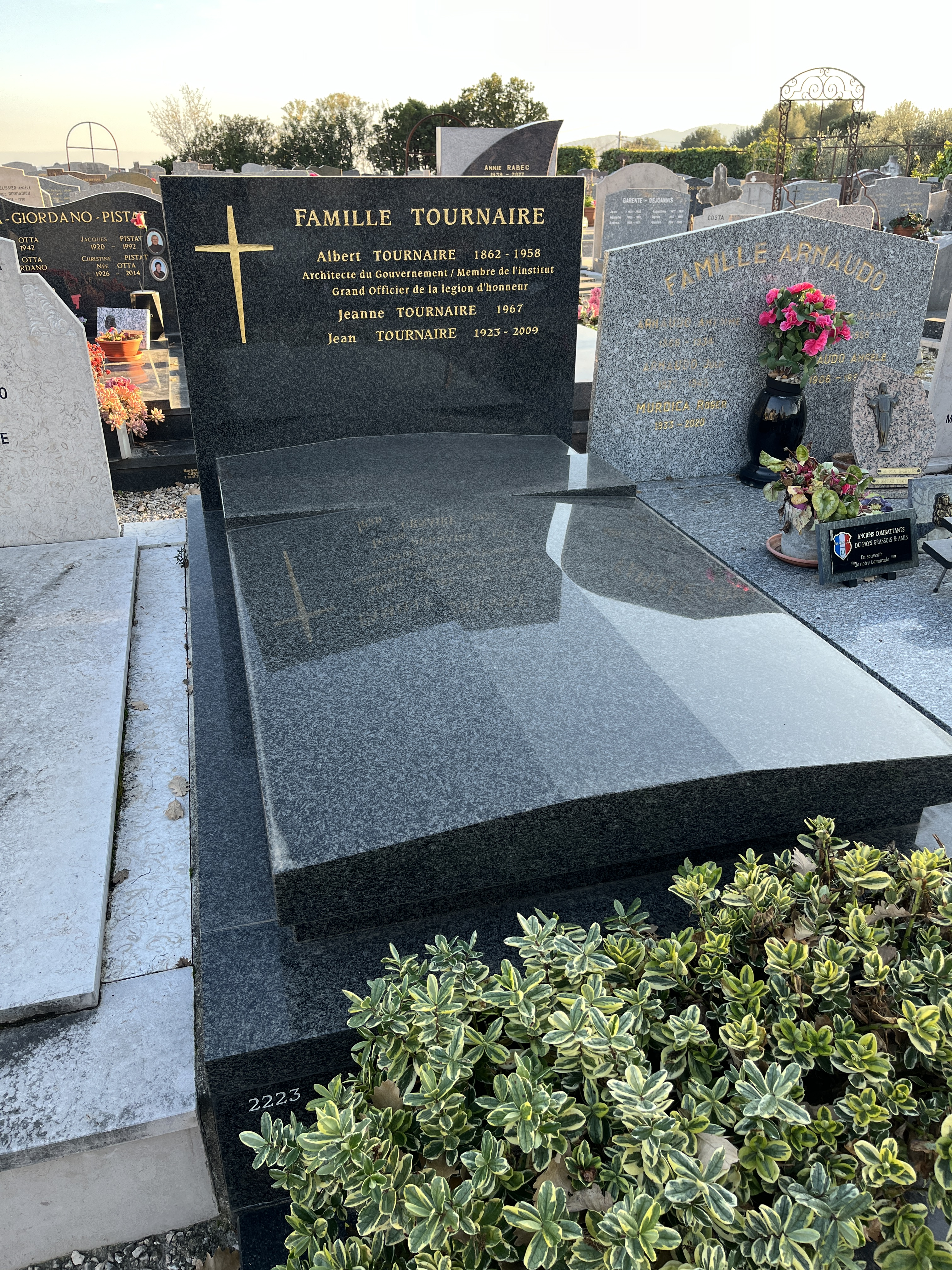
Sépulture d'Albert Tournaire au cimetière Sainte-Brigitte à Grasse.

Joseph Albert Tournaire, né le 11 mars 1862 à Nice et mort le 11 janvier 1958 dans le 16e arrondissement de Paris, est un architecte français.

## Biographie
Joseph Albert Tournaire fait ses études au lycée de Nice et passa son baccalauréat en 1877. Il est entré aux Beaux Arts de Paris en 1879 où il est l’élève de Jules André. En 1882 il obtient le premier grand prix d'architecture et l'année suivante il est diplômé. En 1888, il remporte le grand prix Rougevin et il est lauréat du Grand Prix de Rome en architecture. Tournaire devient pensionnaire de la Villa Médicis pour quatre années.
En 1893 Tournaire est envoyé en mission en Grèce, d'abord pour la restauration du monument de Lysicrate ensuite aux fouilles du sanctuaire de Delphes, où il réalise relevés et reconstitutions graphiques du sanctuaire d'Apollon pour l'École Française d'Athènes sous la direction de l'archéologue Théophile Homolle.
À son retour en France, il mène une brillante carrière d’architecte en chef de la Ville de Paris et d’enseignant à l’École des Beaux Arts. Ses dessins sont exposés à l'Exposition Universelle de 1900 à Paris, et il obtient une médaille d'or. Il est élu membre de Académie des beaux-arts en 1919. Il est nommé architecte en chef de l’exposition coloniale de 1931 dont il supervise les travaux. Il est élu président de la Société des artistes français en 1939 et 1945 et est élevé à la dignité de grand officier de la Légion d'honneur en 1947.
Parmi ses plus importantes réalisations, on compte l'hôpital Pasteur à Nice, l'École d'aviation de Salon, l'Institut médico-légal de Paris, la villa Ephrussi à Saint-Jean-Cap-Ferrat…
Plusieurs architectes importants du XXe siècle furent ses élèves, parmi lesquels Albert Laprade et Jean-Baptiste Mathon.

## Principales réalisations
- Le monument élevé par la ville de Nice à la mémoire du président Carnot.
- Palais et pavillons de l'exposition de Bordeaux (1895)[2],[3],[4].
- Façades de la Centrale hydroélectrique de Cusset (1899).
- Hôtel Winter-Palace (1901), Menton.
- Villa Arnaga (1903), Cambo-les-Bains ; Villa d'Edmond Rostand abritant un musée consacré à l'écrivain.
- Premier musée archéologique de Delphes (1903).
- Hôtel de la Caisse d'Épargne des Bouches-du-Rhône à Marseille (1904).
- École des Sourds Muets, dite Institut Baguer, à Asnières-sur-Seine (1905) avec Émile Ulmann.
- Exposition maritime internationale de 1907 à Bordeaux.
- Construction des locaux du Tribunal de grande instance de Paris (1911), palais de Justice, façade donnant quai des Orfèvres, Paris.
- Villa Île-de-France (1905-1912), Saint-Jean-Cap-Ferrat, propriété de l'Institut de France.
- Annexe du lycée Fénelon (1911-1913), Paris.
- Institut médico-légal (1914), Paris.
- Immeubles d'habitation des 28 et 30, avenue d'Eylau (1910), Paris[5], où il résida.

## Hommage
- Le square Albert-Tournaire se trouve à l'extrémité rive droite du pont d'Austerlitz dans le 12e arrondissement de Paris, près de l'institut médico-légal.

## Iconographie
- Buste par Louis Convers, exposé au salon de 1895.